# Мисливці за демонами
«Мисливці за демонами» — кінофільм режисера Дж.Т. Петті, що вийшов на екрани в 2012 році.

## Зміст
Фільм оповідає про таємну групу борців з демонами, охочими проникнути в наш світ в Брукліні.

## Ролі
| Актор                | Роль |
| -------------------- | ---- |
| Кліфтон Коллінз мол. | -    |
| Кленсі Браун         | -    |
| Андре Ройо           | -    |
| Робін Рикун          | -    |
| Макон Блер           | -    |
| Стівен Геведон       | -    |
| Ларрі Фесенден       | -    |
| Ден Фоглер           | -    |
| Едоардо Баллеріні    | -    |
| Саманта Бак          | -    |

## Знімальна група
- Режисер — Дж.Т. Петті
- Сценарист — Дж.Т. Петті
- Продюсер — Девід Елперт, Міранда Бейлі, Джон С. Денні
- Композитор — Джефф Грейс